# Nuoto ai Giochi della XXXII Olimpiade - 100 metri dorso maschili
La gara di nuoto dei 100 metri dorso maschili dei Giochi della XXXII Olimpiade di Tokyo è stata disputata tra il 25 e il 27 luglio 2021 presso il Tokyo Aquatics Centre. Vi hanno partecipato 41 atleti provenienti da 30 nazioni.
La competizione è stata vinta dal nuotatore russo Evgenij Rylov, mentre l'argento e il bronzo sono andati rispettivamente all'altro russo Kliment Kolesnikov e allo statunitense Ryan Murphy.

## Record
Prima della competizione il record del mondo e il record olimpico erano i seguenti:
| Record mondiale | 51"85 | Ryan Murphy Stati Uniti | 13 agosto 2016 Rio de Janeiro, Brasile |
| Record olimpico | 51"85 | Ryan Murphy Stati Uniti | 13 agosto 2016 Rio de Janeiro, Brasile |

Nel corso della competizione non sono stati migliorati.

## Programma
| Data           | Ora (UTC+9) | Turno      |
| -------------- | ----------- | ---------- |
| 25 luglio 2021 | 19:51       | Batterie   |
| 26 luglio 2021 | 11:31       | Semifinali |
| 27 luglio 2021 | 10:59       | Finale     |

## Risultati

### Batterie
| Pos. | Batteria | Corsia | Atleta                  | Nazionalità       | Tempo | Note             |
| ---- | -------- | ------ | ----------------------- | ----------------- | ----- | ---------------- |
| 1    | 5        | 4      | Kliment Kolesnikov      | ROC               | 52"15 | Q                |
| 2    | 5        | 3      | Thomas Ceccon           | Italia            | 52"49 | Q,               |
| 3    | 4        | 4      | Xu Jiayu                | Cina              | 52"70 | Q                |
| 4    | 5        | 5      | Mitch Larkin            | Australia         | 52"97 | Q                |
| 5    | 5        | 2      | Ryōsuke Irie            | Giappone          | 52"99 | Q                |
| 6    | 6        | 2      | Yohann Ndoye Brouard    | Francia           | 53"13 | Q                |
| 7    | 6        | 4      | Evgenij Rylov           | ROC               | 53"22 | Q                |
| 7    | 6        | 5      | Ryan Murphy             | Stati Uniti       | 53"22 | Q                |
| 9    | 5        | 6      | Hugo González           | Spagna            | 53"45 | Q                |
| 10   | 4        | 3      | Mewen Tomac             | Francia           | 53"49 | Q                |
| 11   | 4        | 6      | Guilherme Guido         | Brasile           | 53"65 | Q                |
| 12   | 6        | 6      | Robert Glință           | Romania           | 53"67 | Q                |
| 13   | 4        | 7      | Isaac Cooper            | Australia         | 53"73 | Q                |
| 14   | 3        | 5      | Marek Ulrich            | Germania          | 53"74 | Q                |
| 15   | 4        | 5      | Hunter Armstrong        | Stati Uniti       | 53"77 | Q                |
| 15   | 6        | 3      | Apostolos Christou      | Grecia            | 53"77 | Q                |
| 17   | 4        | 2      | Luke Greenbank          | Gran Bretagna     | 53"79 |                  |
| 17   | 5        | 7      | Simone Sabbioni         | Italia            | 53"79 |                  |
| 19   | 6        | 7      | Markus Thormeyer        | Canada            | 53"80 |                  |
| 20   | 3        | 8      | Guilherme Basseto       | Brasile           | 53"84 |                  |
| 20   | 5        | 8      | Lee Ju-ho               | Corea del Sud     | 53"84 |                  |
| 22   | 3        | 2      | Quah Zheng Wen          | Singapore         | 53"94 |                  |
| 23   | 2        | 6      | Kacper Stokowski        | Polonia           | 53"99 |                  |
| 24   | 5        | 1      | Pieter Coetze           | Sudafrica         | 54"05 |                  |
| 25   | 3        | 4      | Ole Braunschweig        | Germania          | 54"14 |                  |
| 26   | 6        | 1      | Cole Pratt              | Canada            | 54"27 |                  |
| 27   | 3        | 6      | Srihari Nataraj         | India             | 54"31 |                  |
| 28   | 2        | 2      | Francisco Santos        | Portogallo        | 54"35 | Record nazionale |
| 29   | 4        | 8      | Ádám Telegdy            | Ungheria          | 54"42 |                  |
| 30   | 2        | 5      | Jan Čejka               | Rep. Ceca         | 54"69 |                  |
| 31   | 3        | 7      | Yakov Yan Toumarkin     | Israele           | 54"81 |                  |
| 32   | 2        | 3      | Dylan Carter            | Trinidad e Tobago | 54"82 |                  |
| 33   | 3        | 1      | Mikita Tsmyh            | Bielorussia       | 54"88 |                  |
| 34   | 1        | 4      | Merdan Atayev           | Turkmenistan      | 55"24 |                  |
| 35   | 3        | 3      | Bernhard Reitshammer    | Austria           | 55"26 |                  |
| 36   | 2        | 4      | Michael Laitarovsky     | Israele           | 55"34 |                  |
| 37   | 2        | 7      | Kaloyan Levterov        | Bulgaria          | 55"60 |                  |
| 38   | 4        | 1      | Daniel Martin           | Romania           | 56"91 |                  |
| 39   | 1        | 5      | Gabriel Castillo        | Bolivia           | 58"24 |                  |
| 40   | 1        | 3      | Heriniavo Rasolonjatovo | Madagascar        | 59"81 |                  |
| -    | 6        | 8      | Richárd Bohus           | Ungheria          | -     | DSQ              |

### Semifinali
| Pos. | Semifinale | Corsia | Atleta               | Nazionalità | Tempo | Note |
| ---- | ---------- | ------ | -------------------- | ----------- | ----- | ---- |
| 1    | 1          | 6      | Ryan Murphy          | Stati Uniti | 52"24 | Q    |
| 2    | 2          | 4      | Kliment Kolesnikov   | ROC         | 52"29 | Q    |
| 3    | 1          | 5      | Mitch Larkin         | Australia   | 52"76 | Q    |
| 4    | 1          | 4      | Thomas Ceccon        | Italia      | 52"78 | Q    |
| 5    | 2          | 6      | Evgenij Rylov        | ROC         | 52"91 | Q    |
| 6    | 2          | 5      | Xu Jiayu             | Cina        | 52"94 | Q    |
| 7    | 2          | 2      | Hugo González        | Spagna      | 53"05 | Q    |
| 8    | 1          | 7      | Robert Glință        | Romania     | 53"20 | Q    |
| 9    | 2          | 3      | Ryōsuke Irie         | Giappone    | 53"21 |      |
| 9    | 2          | 8      | Hunter Armstrong     | Stati Uniti | 53"21 |      |
| 11   | 1          | 8      | Apostolos Christou   | Grecia      | 53"41 |      |
| 12   | 2          | 1      | Isaac Cooper         | Australia   | 53"43 |      |
| 13   | 1          | 1      | Marek Ulrich         | Germania    | 53"54 |      |
| 14   | 1          | 2      | Mewen Tomac          | Francia     | 53"62 |      |
| 15   | 2          | 7      | Guilherme Guido      | Brasile     | 53"80 |      |
| -    | 1          | 3      | Yohann Ndoye-Brouard | Francia     | -     | DSQ  |

### Finale
| Pos.    | Corsia | Atleta             | Nazionalità | Tempo | Note             |
| ------- | ------ | ------------------ | ----------- | ----- | ---------------- |
| Oro     | 2      | Evgenij Rylov      | ROC         | 51"98 | Record europeo   |
| Argento | 5      | Kliment Kolesnikov | ROC         | 52"00 |                  |
| Bronzo  | 4      | Ryan Murphy        | Stati Uniti | 52"19 |                  |
| 4       | 6      | Thomas Ceccon      | Italia      | 52"30 | Record nazionale |
| 5       | 7      | Xu Jiayu           | Cina        | 52"51 |                  |
| 6       | 1      | Hugo González      | Spagna      | 52"78 |                  |
| 7       | 3      | Mitch Larkin       | Australia   | 52"79 |                  |
| 8       | 8      | Robert Glință      | Romania     | 52"95 |                  |